# Janoris Jenkins
Janoris Jermain Jenkins (* 29. Oktober 1988 in Pahokee, Florida) ist ein ehemaliger US-amerikanischer American-Football-Spieler in der National Football League (NFL). Er spielte zuletzt für die San Francisco 49ers als Cornerback. Zuvor war er bereits bei den St. Louis Rams, den New York Giants, den New Orleans Saints und den Tennessee Titans unter Vertrag.

## College
Jenkins besuchte zunächst die University of Florida und spielte für deren Team, die Florida Gators, zwischen 2008 und 2010 überaus erfolgreich College Football, so konnte er mit seinem Team 2008 sogar die nationale Meisterschaft gewinnen. In 40 Spielen setzte er 121 Tackles, außerdem gelangen ihm 8 Interceptions sowie ein Touchdown. 2011 wurde er nach einer Anklage wegen Marihuanabesitzes und einer Geldstrafe über 421 US-Dollar von der Uni relegiert. Danach wechselte er zur University of North Alabama und bestritt noch eine Spielzeit für deren Mannschaft, die Lions.

## NFL

### St. Louis Rams
Beim NFL Draft 2013 wurde er in der 2. Runde als insgesamt 39. von den St. Louis Rams ausgewählt. Er konnte sich sofort als Profi etablieren und kam in seiner Rookie-Saison in 15 Partien zum Einsatz, 14-mal sogar als Starter, wobei ihm vier Interceptions und drei Defensive Touchdowns gelangen. Außerdem lief er auch in den Special Teams als Punt Returner auf. In den folgenden Spielzeiten zeigte er konstant gute Leistungen und avancierte zu einer der Stützen der Defense der Rams.

### New York Giants
Im März 2016 wechselte Jenkins zu den New York Giants, wo er einen Sechsjahresvertrag in der Höhe von 62,5 Millionen US-Dollar, 28,8 davon garantiert und zehn Millionen Signing Bonus erhielt. Auch bei seinem neuen Team spielte er auf konstant hohem Niveau, wofür er erstmals in den Pro Bowl berufen wurde. Die Spielzeit 2017 begann er ebenfalls gewohnt stark, musste aber Ende November wegen einer Knöchelverletzung, die in weiterer Folge sogar eine Operation erforderte, auf die Injured Reserve List gesetzt werden. Auch in den folgenden zwei Spielzeiten erbrachte er konstant gute Leistungen.
Im Dezember 2019 wurde Jenkins allerdings entlassen, nachdem er auf Twitter einen kritischen Fan als retard (sinngemäß: geistig Zurückgebliebener, Idiot) bezeichnet hatte.

### New Orleans Saints
Kurz darauf nahmen ihn die New Orleans Saints unter Vertrag.
Im Spiel gegen die Carolina Panthers, dem zweiten für die Saints, gelang ihm bereits die erste Interception für sein neues Team.
In der Saison 2020 spielte er in 15 Spielen von Beginn an. Im März 2021 entließen die Saints Jenkins, um Cap Space zu schaffen.

### Tennessee Titans
Kurz nach seiner Entlassung in New Orleans schloss Jenkins sich den Tennessee Titans an. Er kam in 14 Spielen für die Titans zum Einsatz, davon 13-mal als Starter. Dabei gelangen ihm 55 Tackles, eine Interceptions und ein erzwungener Fumble, zudem verhinderte Jenkins sechs Pässe. Am 15. März 2022 wurde er von den Titans entlassen.

### San Francisco 49ers
Am 28. November 2022 nahmen die San Francisco 49ers Jenkins für ihren Practice Squad unter Vertrag.